# عملية تلقائية
العملية التلقائية في علم التحريك الحراري (الثرموديناميك) هي عملية ترموديناميكية تحدث من غير تأثير مؤثر خارجي على النظام.
يمكن التعريف بشكل تقني على أن العملية التلقائية تمثل التطور الزمني لنظام ترموديناميكي والذي تتحرر فيه طاقة حرة ثرموديناميكية وينتقل عبر ذلك إلى حالة طاقية أخفض ومستقرة، بشكل تكون فيه أقرب إلى التوازن الديناميكي الحراري.